# よこみぞゆり
よこみぞ ゆりは、日本のイラストレーター、グラフィックデザイナー。東京都出身。多摩美術大学卒業。サンエックスのキャラクター「すみっコぐらし」の作者として知られる。

## 来歴
絵を描くことが好きで、絵を仕事にしたいと志望していたが、人物画には興味がなかったため、動物などの可愛いイラストを描くことを職業にしたいと考え、キャラクターグッズのデザインを志すようになる。
小学校4年生のとき、サンエックスのキャラクター「たれぱんだ」に出会い、ユニークなデザインに惹かれてキャラクターグッズを購入する。それを契機にサンエックスにもに関心を持ち、中学生に入って自宅でパソコンを購入すると、インターネットでサンエックスについて調べていた。高校生のときには同社のキャラクター「リラックマ」に出会い、ますますサンエックスへの関心が高まり「この会社ならやっていけそう」と同社への入社を志望する。
2011年にサンエックスへ入社。翌2012年ににキャラクター「すみっコぐらし」を発表、ヒット作となる。
2016年にすみっコぐらしのアニメ映画化企画が持ち上がり、2019年に『映画 すみっコぐらし とびだす絵本とひみつのコ』が公開された。
2020年10月16日、自身のTwitterアカウントで、サンエックスを退社しフリーランスとなったことを発表。退社後も引き続き「すみっコぐらし」制作チームに関わるほか、自身の公式ウェブサイト「よこみぞゆりのなんでもいきもの屋」で、新キャラクター「なんでもいきもの」（略称「なんもの」）を発表し、公式オンラインショップで「なんでもいきもの」オリジナルグッズの通信販売も行う。
2021年には「すみっコぐらし」が再びアニメ映画化され、同年11月5日に『映画 すみっコぐらし 青い月夜のまほうのコ』が公開された。
また2023年には『映画 すみっコぐらし ツギハギ工場のふしぎなコ』が公開された。

## 主な作品
- すみっコぐらし
- なんでもいきもの[6]